# Rising Sons

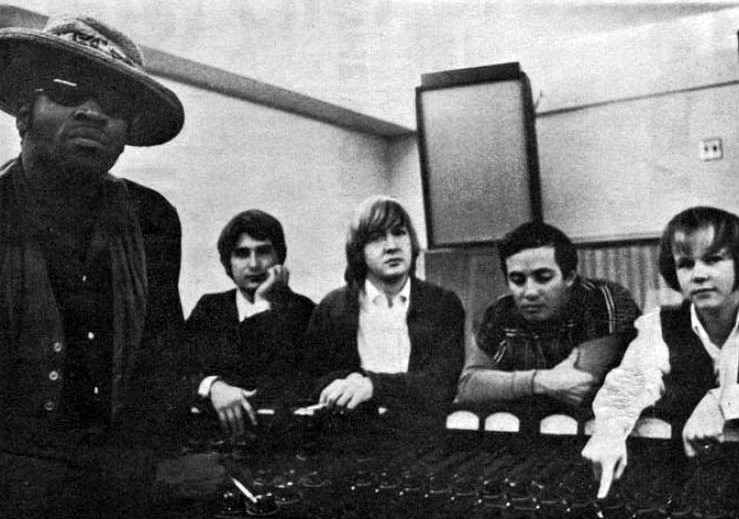
Rising Sons
Von links: Taj Mahal, Jesse Lee Kincaid, Gary Marker, Ry Cooder und Kevin Kelley – (Los Angeles, 1965)

Rising Sons war eine im Jahr 1965 gegründete amerikanische Blues-Rock- und Folk-Gruppe aus Los Angeles, Kalifornien. Obwohl sie nur kurzzeitig bestand, markierte sie den Startpunkt der Karriere der beiden Musiker Taj Mahal und Ry Cooder.

## Bandgeschichte
Die Gruppe spielte häufig in den Clubs The Troubadour und The Ash Grove (der 1973 abbrannte und nicht wieder aufgebaut wurde) in Los Angeles. Sie erhielt von Columbia Records einen Plattenvertrag. Ihr einziges Album, produziert von Terry Melcher, wurde damals aus unbekannten Gründen nicht veröffentlicht. Eine Single, Candy Man mit The Devil’s Got My Woman (B-Seite), wurde veröffentlicht. Davon waren insbesondere Taj Mahal und Ry Cooder enttäuscht. Also löste sich die Gruppe 1966 auf. Anfangs hielten es Musikexperten für möglich, dass die Gruppe den Durchbruch eher schaffen würde als The Byrds, die diese Einschätzung mit ihrem Erfolg Mr. Tambourine Man widerlegten. Die Aufnahmen der Rising Sons wurden in großem Umfang gebootleggt und fast drei Jahrzehnte später von Columbia Records unter dem Titel Rising Sons Featuring Taj Mahal and Ry Cooder (1992) veröffentlicht. Bassist Gary Marker erinnerte sich später: „Wir selbst waren das Problem, denn wir hatten Schwierigkeiten, unsere vielfältigen musikalischen Vorstellungen in ein Produkt zu verwandeln, das sich verkaufen ließ. Wir hatten keinen wirklichen Anführer, keine klare musikalische Vision … Ich [Melcher] habe alles getan, um uns glücklich zu machen – im Rahmen meiner Möglichkeiten.“ Er versuchte so ziemlich alles, was er konnte, einschließlich der akustischen Live-Session, bei der '2:10 Train' entstand."

## Einfluss
Laut AllMusic nahm der „getragene, bluesige, volkstümliche Sound von Rising Sons zukünftige Aufnahmen von Bands wie Moby Grape, Buffalo Springfield, den Grateful Dead vorweg. Sogar Südstaaten-Rocker (wie die Allman Brothers) und Country-Rocker (wie die Byrds) haben sie beeinflusst.“

## Bandmitglieder
- Taj Mahal Gesang, Mundharmonika, Gitarre, Piano (1964–1966)
- Ry Cooder, 6- und 12-Saiten-Gitarren, Mandoline, Slide-Gitarre und Resonatorgitarren (1964–1966)
- Jesse Lee Kincaid, Gesang, Gitarre (1964–1966)
- Gary Marker, Bass (1964–1966; 2015 verstorben)
- Ed Cassidy, Schlagzeug (1964–1965; 2012 verstorben)
- Kevin Kelley Schlagzeug, Percussion (1965–1966; 2002 verstorben)

## Diskografie
| Jahr | Details |
| ---- | --- |
| 1966 | Candy Man The Devil’s Got My Woman - Veröffentlicht: Februar 1966 - Aufgenommen: Oktober 1965 - Label: Columbia |

| Jahr | Details |
| ---- | --- |
| 1992 | Rising Sons Featuring Taj Mahal und Ry Cooder - Veröffentlicht: 11.9.1992 - Aufgenommen: 9.9.1965, 18.5.1966 und 19.6.1992 - Label: Columbia / Legacy |